# Morten Jostad
Morten Jostad (* 19. října 1953 Lillehammer) je norský dramatik a herec působící v Lillehammeru. Píše dramata o historických osobnostech, v nichž sám účinkuje, pořádá přednášky, spolupracuje s amatérskými divadly a věnuje se také divadlu pro děti.  

## Život
Morten Jostad se narodil v Lillehammeru, kde také žije a působí. Už jako středoškolák vyrůstající v blízkosti skanzenu Maihaugen měl zájem o kulturní historii. Díky pohádkám a lidovým příběhům se naučil vypravěčskému umění, koncentraci a kontaktu s publikem. Studoval literární vědu a teologii. 

## Dílo
V roce 1987 debutoval hrou Kolbeho cesta (Kolbes reise). Tato hra je dramatickým zpracováním stejnojmenného románu (Åge Rønning, 1982). Na tvorbě tohoto dramatu se podílel také Kjetil Bang-Hansen. Hra byla uvedena byla v Národním divadle v Oslo.
Mezi lety 1986–1996 se účastnil tzv. Bergenského projektu (dílny současné dramatiky), který se uskutečňoval na bergenské Národní scéně.
Ve dramatické tvorbě Mortenda Jostada lze mezi jednotlivými díly najít opakující se náměty, které jsou pro autora typické. Běžně pracuje s historickým materiálem, který ale kombinuje s vlastní fantazií. Ve své tvorbě zpracovává reálné skandinávské osobnosti, snaží se představit si jejich vnitřní pocity a duševní postoje, ovšem pohrává si přitom s fakty, časovou linií a mystifikuje.
Tímto způsobem byla napsána např. hra Okamžik (Øyeblikket, 1995), kde lze velmi dobře pozorovat autorovu představivost a práci s historickým materiálem. V této hře se zamýšlí nad životem dánského filozofa Sørena Kierkegaarda. Jostad přitom vycházel z Kierkegaardových reálných textů a úvah. Na myšlenku zpracovat život filozofa Kierkegaarda přivedl Jostada studium díla H. Ch. Andersena, jelikož z pohledu Mortena Jostada mají tyto dvě osobnosti společné rysy, zejména lásku k divadlu a dánštině.
Se skutečnou historickou postavou se setkáváme také v díle s názvem Cestovní horečka (1996) o osvícenském spisovateli Ludvigu Holbergovi. Hra, v níž vystupuje 12 postav, je určena pouze pro jednoho herce. Díky způsobu vyprávění a citací z Holbergových Epištol a románu Podzemní cesta Nielse Klima působí příběh reálně a pravdivě, ale jde opět o Jostadovu fikci.
Námět prolínání časových rovin napříč staletími byl použit i v dalších dramatech, např. Epický Brand (Den episke Brand, 1998) a Pro Helgeland (Til Helgeland, 1997). Dílo Pro Helgeland o básníkovi Petru Dassovi bylo napsáno k jeho 350. výročí narození. Básník ze 17. století zde komunikuje s mladou dívkou Marií, která v neurčené současnosti nacvičuje se svým sborem zpracování jeho básně.
Způsob takového textu, kde se objevují skutečné postavy z historie, jsou také didaktickým záměrem Jostada. Mnohé z postav, o kterých píše, sám ztvárňuje. Vystoupil už v roli Henrika Ibsena, Bjørnstjerne Bjørnsona, Pettera Dasse, H. Ch. Andersena, Henrika Wergelanda nebo Daga Solstada.
Je také členem Tajného divadla v Gausdalu (Det hemmelige teater), které je amatérským divadlem spolupracujícím s profesionály. Pořádají se zde představení, semináře a kulturní akce.

#### Drama
- Kolbeho cesta (Kolbes reise, 1986)
- Kouzelná křída (Trollkrittet, 1987)
- Palmer og snø (1992)
- Okamžik (Øyeblikket, 1995)
- Reisefeber (1996)
- Eventyrhaven (1996)
- Pro Helgeland (Til Helgeland, 1997)
- Epický Brand (Den Episke Brand, 1998)
- St. Peter på Maihaugen (1999)
- Ingebjørg, narren og kjertesveinene (1999)
- Ole Bull og følgesvennen (2000)
- Under Askeregnet (2000)
- Andersens mysterier (2001)
- I de lange Nætter (2002)
- Din BB (2003)
- Jeg kan ikke skrive brev! (2004)
- Tutti fratelli (2005)
- Kongesønnen (2005)

#### Operní libreta
- libreto k opeře založené na díle I cancelliraadens dage (1897, Tryggve Andersen) (2011).